# Xavier Tilliette

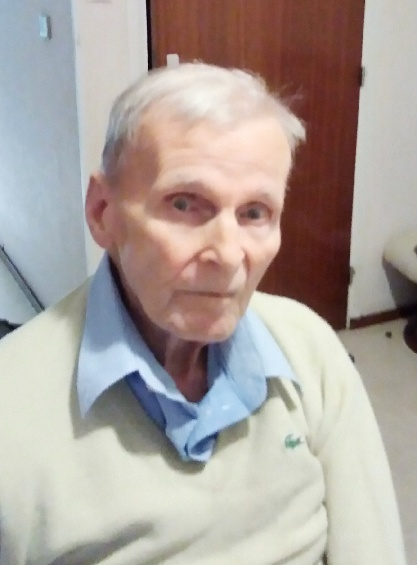
Xavier Tilliette (2017)

Xavier Tilliette SJ (* 23. Juli 1921 in Corbie, Département Somme; † 10. Dezember 2018 in Paris) war ein französischer Philosoph und katholischer Theologe.

## Leben
Xavier Tilliette trat 1938 dem Jesuitenorden in Laval bei und empfing 1951 nach seiner literarischen, philosophischen und theologischen Ausbildung an der Theologischen Fakultät Lyon-Fourvière die Priesterweihe. Er war ein Schüler von Jean Wahl und Vladimir Jankélévitch. Er  unterrichtete zunächst Philosophie an der jesuitischen Hochschule Saint-Louis-de-Gonzague („Franklin“) in Paris, bevor er in das Ausbildungshaus der Jesuiten in Chantilly berufen wurde.
Tilliette war Professor des Institut catholique de Paris sowie der Päpstlichen Universität Gregoriana und der Päpstlichen Lateranuniversität sowie der jesuitischen Privatuniversität Centre Sèvres in Paris. Zudem wirkte er als Gastprofessor an zahlreichen europäischen und außereuropäischen Universitäten.
Als Historiker der Philosophie wurde er vor allem als Schelling-Spezialist bekannt, darüber hinaus hat er auch zu Karl Jaspers, Paul Claudel, Maurice Blondel, Maurice Merleau-Ponty sowie zur Phänomenologie und zum Deutschen Idealismus gearbeitet. Tilliette hat circa 2000 Schriften und Artikel publiziert.
Xavier Tilliette starb im Alter von 97 Jahren im Dezember 2018 in Paris.

## Werke in Auswahl
- Karl Jaspers. Aubier, Paris 1960
- Philosophes contemporains, Gabriel Marcel, Maurice Merleau-Ponty, Karl Jaspers. Desclée de Brouwer, Paris 1962
- Schelling. Une philosophie en devenir, Band 1: Le Système vivant, 1794–1821, Band 2: La Dernière Philosophie, 1821–1854. Vrin, Paris 1970 (2. Aufl. 1992)
- La Mythologie comprise. L’interprétation schellingienne du paganisme. Bibliopolis, Napoli 1984
- La christologie idéaliste. Desclée, Paris 1986
- L’Absolu et la Philosophie. Essais sur Schelling. PUF, Paris 1987
- Le Christ de la philosophie : prolégomènes à une christologie philosophique. Cerf, 1990
- La semaine sainte des philosophes. Desclée, Paris 1991
- Le Christ des philosophes : du Maître de sagesse au divin Témoin. Culture et vérité, Namur 1993
- Recherches sur l’intuition intellectuelle, de Kant à Hegel. Vrin, Paris 1995
- Omaggi. Filosofi italiani del nostro tempo : Michele Federico Sciacca, Enrico Castelli Gattinara di Zubiena, Luigi Pareyson, Augusto Del Noce, Alberto Caracciolo, Italo Mancini, Enrico Garulli, Arturo Massolo, Pasquale Salvucci. Morcelliana, Brescia 1997
- Philosophische Christologie, Freiburg 1998
- Les philosophes lisent la Bible. Cerf, Paris 2001
- Fichte, la science de la liberté. Vrin, Paris 2003
- Schelling. Biographie. Klett-Cotta, Stuttgart 2004
- Philosophies eucharistiques de Descartes à Blondel. Cerf, Paris 2006
- L’ église des philosophes de Nicolas de Cuse à Gabriel Marcel. Cerf, Paris 2006
- Une introduction à Schelling. Honoré Champion, Paris 2007
- Untersuchungen über die intellektuelle Anschauung von Kant bis Hegel. frommann-holzboog, Stuttgart 2015

## Festschriften
- Antonio Russo / Jean-Louis Vieillard-Baron (Hrsg.): La filosofia come santità della ragione. Scritti in onore di Xavier Tilliette, Edizioni Università di Trieste, 2004, ISBN 88-8303-149-0
- Steffen Dietzsch / Gian Franco Frigo (Hrsg.): Vernunft und Glauben. Ein philosophischer Dialog der Moderne mit dem Christentum. Père Xavier Tilliette SJ zum 85. Geburtstag, Akademie Verlag, Berlin 2006, ISBN 978-3-05-004289-3
- Festschrift für Xavier Tilliette anlässlich der Verleihung der Humboldt-Medaille durch das Institut für Philosophie der Humboldt-Universität, im Auftrag der Schelling-Forschungsstelle Berlin hrsg. von Elke Hahn, Total-Verlag, Berlin 2006, ISBN 3-00-013132-9